# Helicodontium
Helicodontium là một chi rêu trong họ Myriniaceae.